# Pingyi (ort)
Pingyi är en ort i Kina. Den ligger i provinsen Shandong, i den östra delen av landet, omkring 140 kilometer sydost om provinshuvudstaden Jinan. Antalet invånare är 78 254.
Runt Pingyi är det tätbefolkat, med 591 invånare per kvadratkilometer. Det finns inga andra samhällen i närheten. Trakten runt Pingyi består till största delen av jordbruksmark.
Genomsnittlig årsnederbörd är 902 millimeter. Den regnigaste månaden är juli, med i genomsnitt 265 mm nederbörd, och den torraste är januari, med 5 mm nederbörd.